# Daryl Stuermer

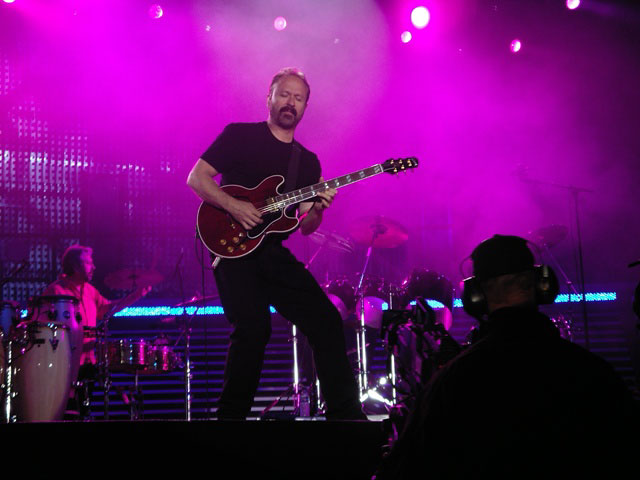
Daryl Stuermer bei einem Phil-Collins-Konzert in Düsseldorf (2005)

Daryl Mark Stuermer (* 27. November 1952 in Milwaukee, Wisconsin) ist ein US-amerikanischer Gitarrist. Stuermer ist durch die Zusammenarbeit mit der Band Genesis und deren Sänger Phil Collins einem breiten Publikum bekannt geworden.

## Biographie
Daryl Stuermer wuchs in Milwaukee, Wisconsin, auf, wo er im Alter von 11 Jahren das Gitarrenspiel begann. Zunächst von Jazzmusik beeinflusst, wandte sich Stuermer durch Musiker wie Jimi Hendrix der Rockmusik zu. In seiner ersten Rockband Sweetbottom erreichte Stuermer erste lokale Bekanntheit. 1975 lernte er bei einem Konzert der Sweetbottoms Frank Zappas Keyboarder, George Duke, kennen, welcher ihm ein Engagement bei dem Jazzviolinisten Jean-Luc Ponty verschaffte. Dieses Engagement umfasste unter anderem die Mitarbeit an einer Welttournee und vier Studioalben.

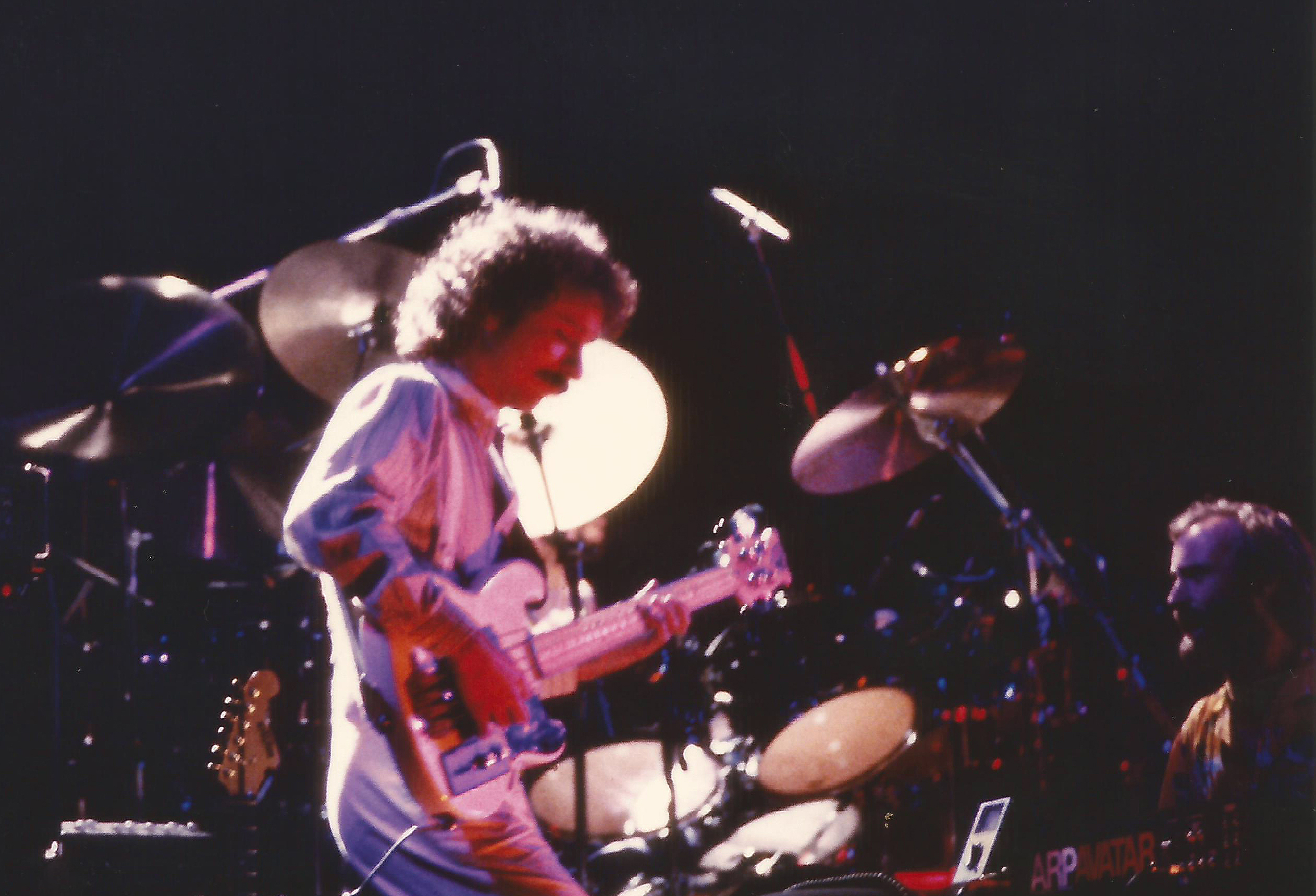
Stuermer 1980

Im Dezember 1977 nahm Stuermer erfolgreich an einem Casting der Band Genesis teil, die einen Gitarristen und Bassisten für die kommende Welttournee „And Then There Were Three“ suchte. Seit dieser Zeit trat Daryl regelmäßig bei Liveauftritten der Band Genesis als Gitarrist und Bassist auf. Phil Collins bezeichnete Stuermer scherzhaft als ein „festes vorübergehendes Teilzeitmitglied“.
Als Phil Collins im Jahr 1981 seine Solokarriere begann, übernahm Stuermer auch hier die Gitarre live und im Studio. Stuermer war hier unter anderem auch als Co-Writer verschiedener Songs wie zum Beispiel Something Happened on the Way to Heaven beteiligt. Weiter erschien Stuermer auf den Soloalben der anderen Genesis-Mitglieder Tony Banks und Mike Rutherford.
Neben seiner Zusammenarbeit mit Genesis und Phil Collins hat Daryl Stuermer auch eigene Projekte verfolgt und diverse Soloalben veröffentlicht. Nach Beendigung der „Invisible Touch“-Tour 1987 von Genesis ergriff er die Gelegenheit und nahm sein erstes Solo-Album Steppin’ Out bei GRP Records auf. Im Mai 1998 gründete Stuermer die unabhängige Plattenfirma „Urban Island Music“ mit dem Album Live and Learn als erste Veröffentlichung.
Er produzierte das Studioalbum von Spasenie Crossing the Jordan im Jahr 2004.

## Diskografie

### Daryl Stuermer Solo
- Steppin' out (1987)
- Live and learn (1998)
- Another side of Genesis (2000)
- Waiting in the wings (2001)
- Retrofit (2004)
- The Nylon String Sampler (2005)
- Rewired – The Electric Collection (2006)
- Go (2007)

### Mit Sweetbottom
- Sweetbottom - The reunion (2003)
- Sweetbottom Live: The Reunion (2003)

### Mit Genesis
- Three Sides Live (1983)
- Knebworth Concert (Various Artists) (1990)
- The Way We Walk (Volume 1 – The Shorts, Volume 2 – The Longs) (1992)
- Genesis 1983-1998 (2007)
- Live over Europe 2007 (2007), auch als DVD/CD-Combo When in Rome (2008)
- Genesis Live 1973-2007 (2009)

### Mit Phil Collins
- Face Value (1981)
- Hello, I Must Be Going! (1983)
- No Jacket Required (1985)
- Knebworth Concert (Various Artists) - (1990)
- But Seriously (1990)
- Serious Hits… Live! (1991)
- Two Rooms (Various Artists) (1991)
- Dance Into The Light (1996)
- Phil Collins Hits (1998)
- Hot Night in Paris – Big Band (1998)
- Testify (2002)
- Live at Montreux (2004, DVD)

### Mit Mike Rutherford
- Acting Very Strange - 1984

### Mit Tony Banks
- The Fugitive - 1984
- Still - 1992

### Mit Philip Bailey
- Chinese Wall - 1984

### Mit Jean-Luc Ponty
- Aurora - 1975
- Imaginary Voyage - 1976
- Enigmatic Ocean - 1977
- Civilized Evil - 1981

### Mit George Duke
- I Love The Blues She Heard Me Cry - 1975
- Liberated Fantasies - 1976

### Mit Frida
- Something’s Going On - 1982

### Mit Joan Armatrading
- The Key - 1984

### Mit Peter Frampton
- Premonition - 1986

### Mit Various Artists
- A GRP Christmas Collection - 1989

### Mit Kostia
- The Spirit of Olympia - 1991
- Instrumental Tribute to Elton John - 1998
- Billy Joel Naturally - 2000

### Mit Douglas Spotted Eagle
- Pray - 1998

### Mit Framing Amy
- Eureka Phenom - 1999

### Mit The Bystanders
- It’s Life - 2000

### Mit Vince and the Attorneys
- Truth is Irrelevant - 2003

### Mit Mystery
- One Among the Living - 2010